# Gorlois
Gorlois ist in der Artussage der Herzog von Cornwall, der mit Igraine verheiratet ist, der (laut Geoffrey von Monmouth in seiner Historia Regum Britanniae) Tochter des Amlawdd Wledig, einem Mitglied des königlichen Hauses von Dumnonia.
Er hat mit Igraine vier Kinder:
- Gormant, ein Sohn
- Elaine, eine Tochter

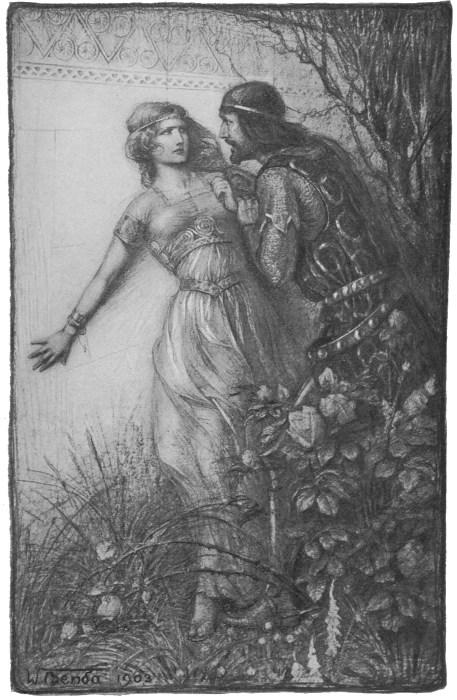
Igraine und Gorlois in Władysław T. Bendas Illustration für Uther und Igraine von Warwick Deeping (1903)

- Anna-Morgause, eine Tochter, besser bekannt als Morgause
- Morgan, eine Tochter, besser bekannt als Morgan le Fay

Nach Geoffrey von Monmouth ist der britische Hochkönig Uther Pendragon von Igraines Schönheit so fasziniert, dass er Gorlois Tod herbeiführt, mit Igraine unter Vorspiegelung falscher Tatsachen schläft, sie heiratet und der Vater von Artus wird.
Spätere Texte wie Sir Thomas Malorys Le Morte d’Arthur fügen zur Basis magische Elemente hinzu, wie den Zauberer Merlin, der Igraine glauben macht, Uther Pendragon sei Gorlois.
Es ist wahrscheinlich, dass ein tatsächlicher Gorlois (Gwrlais in Walisisch) der Gouverneur von Cornwall unter König Erbin von Dumnonia war.